# پیشنهاد مؤدبانه
«پیشنهادی مؤدبانه برای ممانعت از اینکه فرزندان افراد فقیر ایرلند سربار والدین یا کشورشان باشند، و بدان منظور که برای عموم مفید واقع شوند»، تحت عنوان پیشنهاد مؤدبانه نام رساله‌ای طنز جوونال از جاناتان سویفت است که در سال ۱۷۲۹ به‌صورت گمنام به چاپ رسید.
رساله پیشنهاد می‌کند که کودکان فقیر را به عنوان غذا به ثروتمندان بفروشند تا مسئلهٔ فقر برای همیشه حل شود. جاناتان سویفت در این رساله با لحنی اغراق‌آمیز بی‌رحمی نسبت به فقیران و سیاست‌های عمومی انگلیس نسبت به ایرلندی‌ها را اسباب طنز کرده‌است.